# Scheidlinge
Die Scheidlinge (Volvariella) sind eine Pilzgattung aus der Familie der Dachpilzverwandten.
Die Typusart ist Volvariella argentina.

## Merkmale

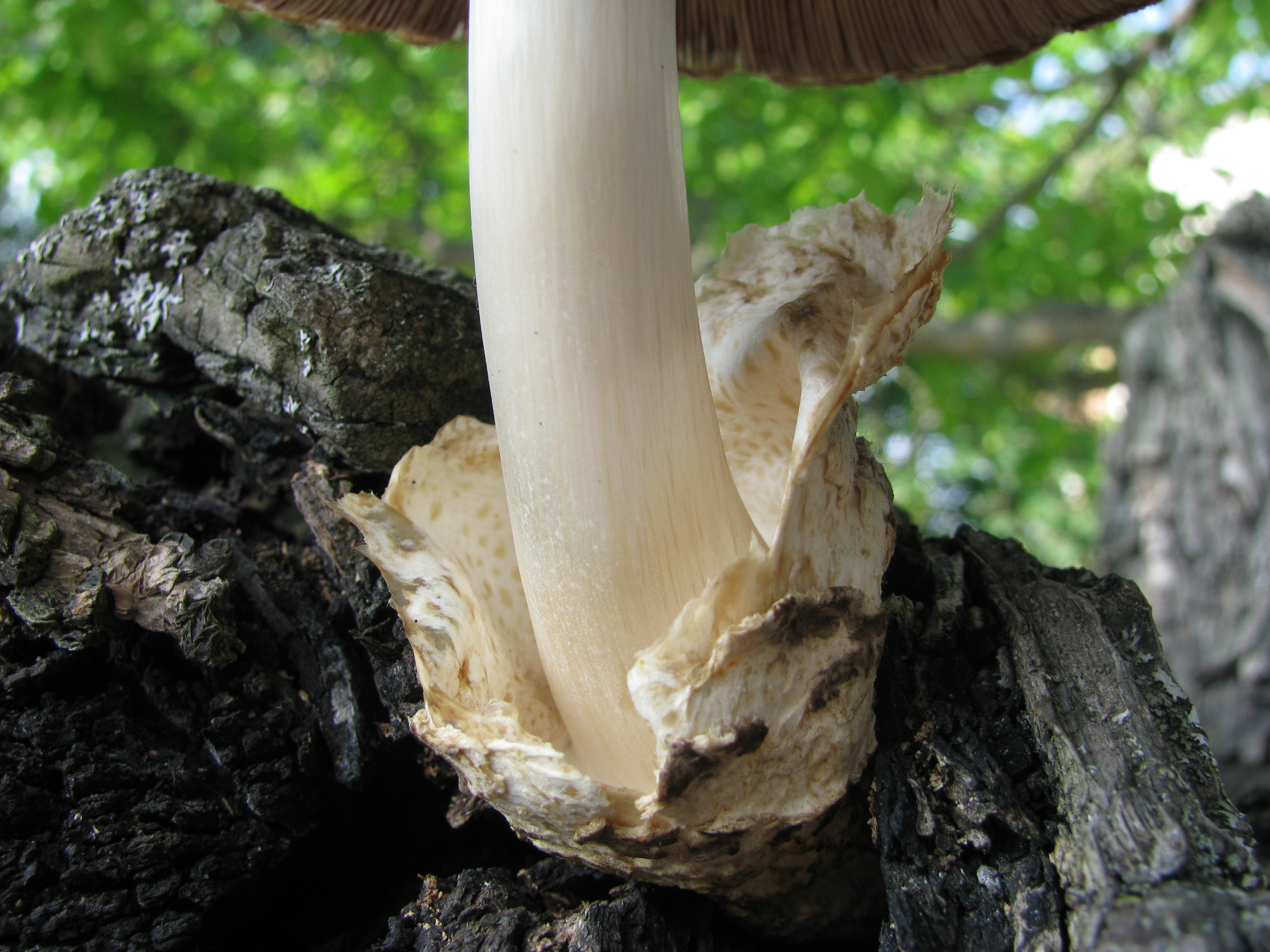
Bei Scheidlingen ist die häutige Volva an der Stielbasis charakteristisch.

Die Scheidlinge sind kleine bis große Blätterpilze mit zentral stehendem, ringlosem Stiel, die meist weiß, grau oder bräunlich gefärbt sind. Charakteristisch für die Gattung ist das Velum universale, das als abstehende, häutige Volva an der Stielbasis zurückbleibt. Die Lamellen stehen frei, das Sporenpulver und damit die reifen Lamellen sind wie bei den verwandten Dachpilzen rosa gefärbt.

## Ökologie
Die Scheidlinge sind saprobiontische Bewohner von Holz, Detritus und Erde. Der Parasitische Scheidling wächst auf den Fruchtkörpern der Nebelkappe und anderen Blätterpilzen.

## Arten

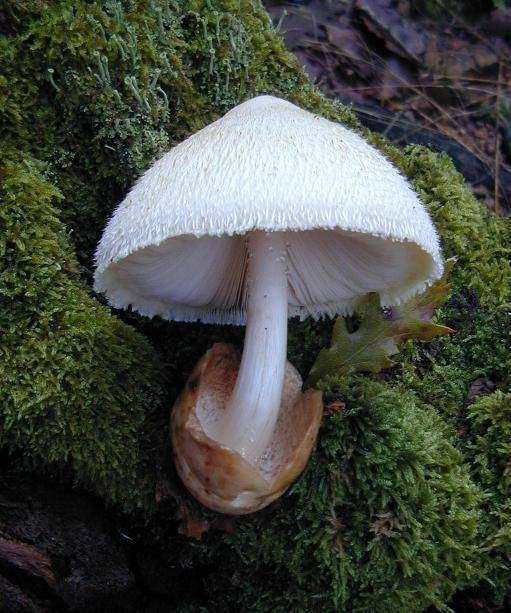
Wolliger Scheidling Volvariella bombycina
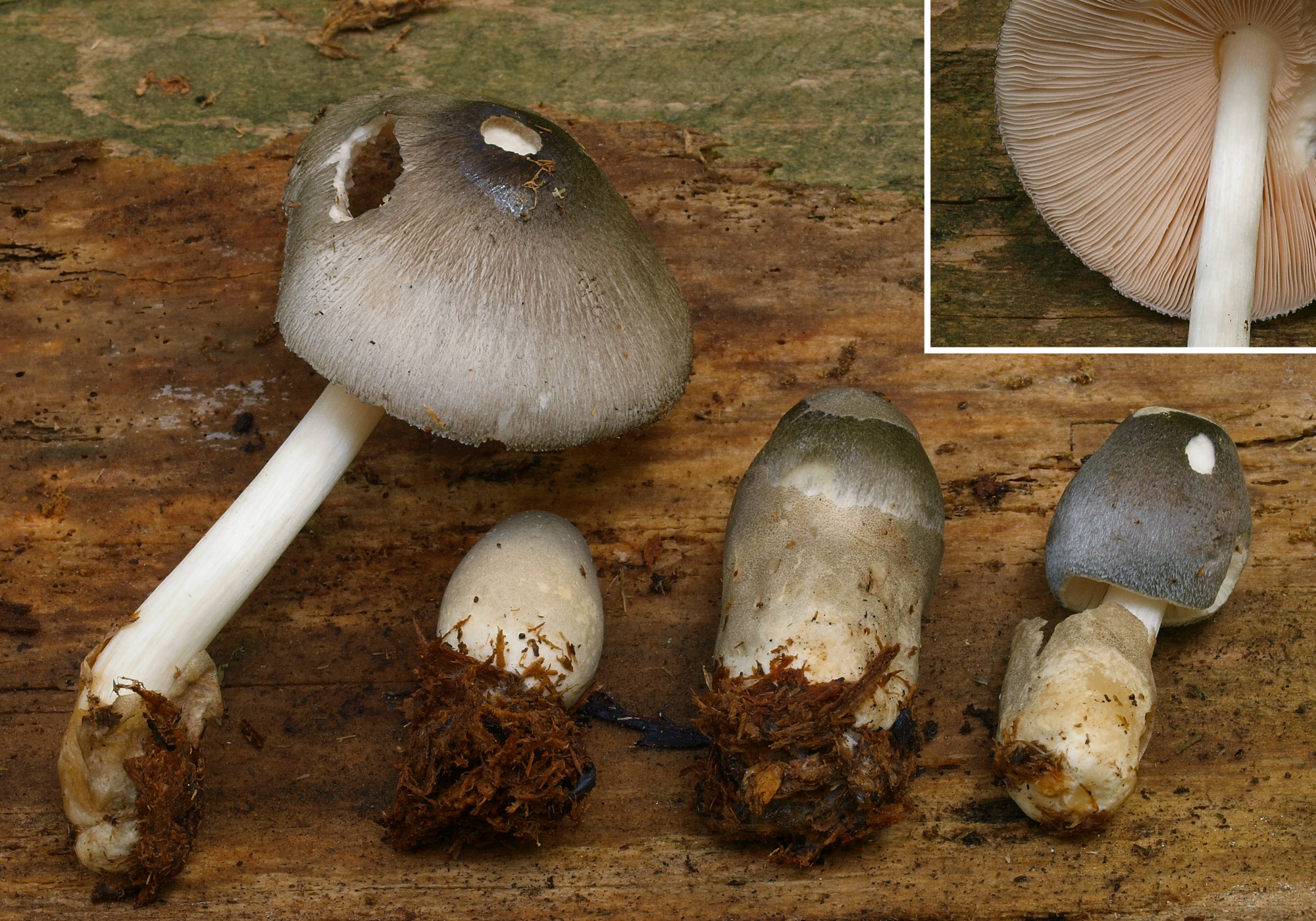
Schwarzvolva-Scheidling Volvariella nigrovolvacea
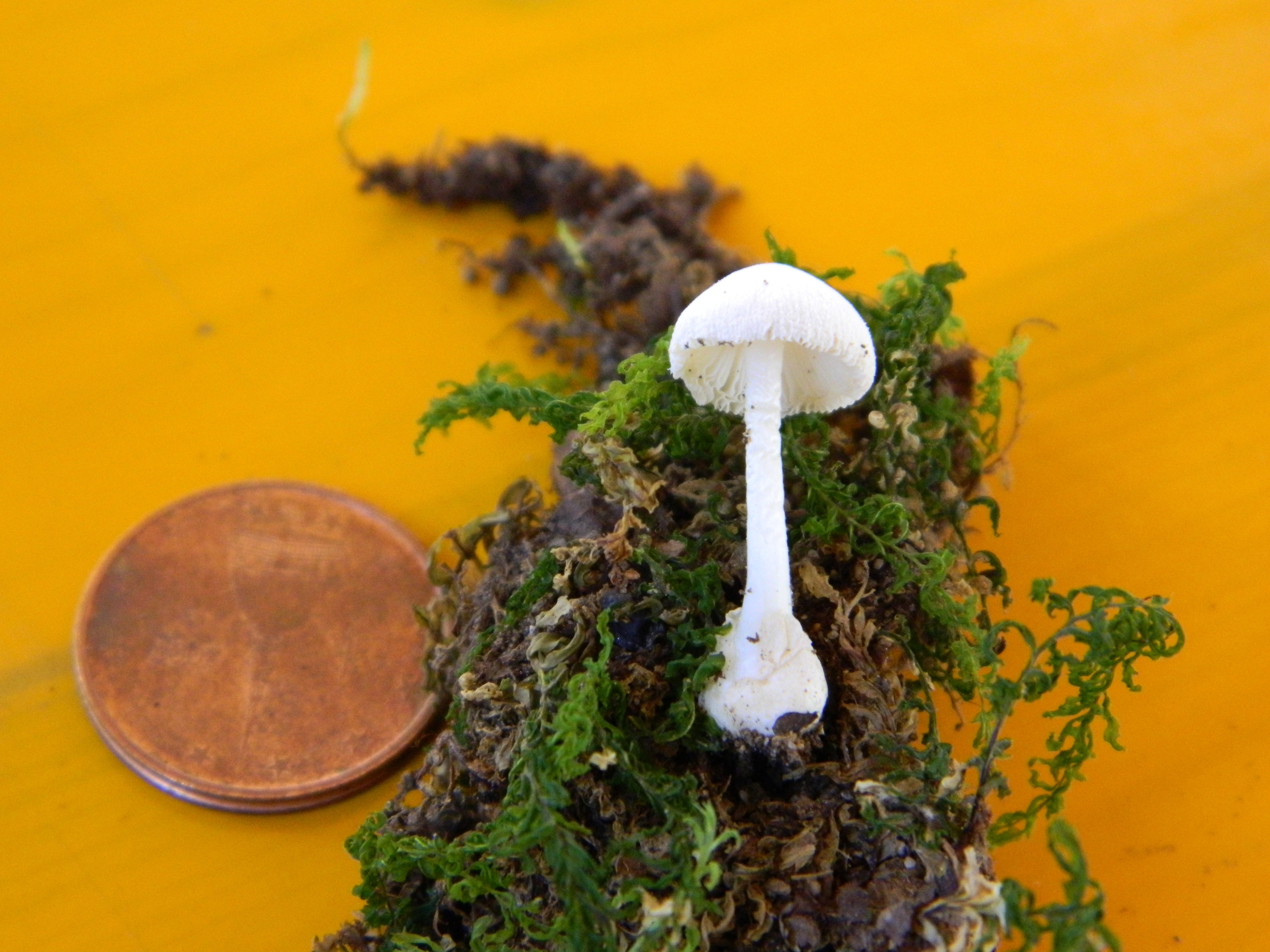
Kleinster Scheidling Volvariella pusilla
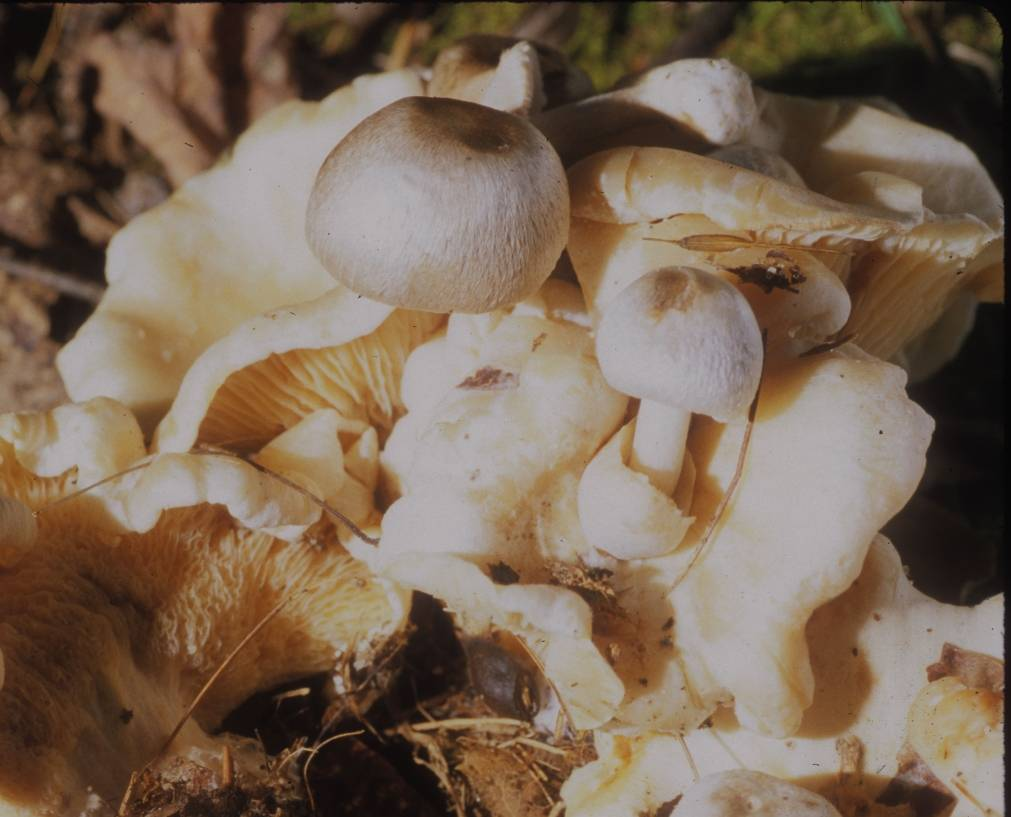
Parasitischer Scheidling Volvariella surrecta

Die Gattung der Scheidlinge umfasst weltweit etwa 50 Arten, wovon in Europa je nach Auffassung 10–11 vorkommen.
| Scheidlinge (Volvariella) in Europa |                                      |                                                    |
| \| Deutscher Name \| Wissenschaftlicher Name \| Autorenzitat \| \| --------------------------- \| ------------------------------------ \| -------------------------------------------------- \| \| Wolliger Scheidling \| Volvariella bombycina \| (Schaeffer 1774 : Fries 1821) Singer 1951 ('1949') \| \| \| Volvariella bombycina var. flaviceps \| (Murrill 1949) Shaffer 1957 \| \| Blaugraugetönter Scheidling \| Volvariella caesiotincta \| P.D. Orton 1974 \| \| Flaumstieliger Scheidling \| Volvariella hypopithys \| (Fries 1874) Shaffer 1957 \| \| Mausgrauer Scheidling \| Volvariella murinella \| (Quélet 1883) Courtecuisse 1984 \| \| Schwarzvolva-Scheidling \| Volvariella nigrovolvacea \| Kosina 1974 \| \| Kleinster Scheidling \| Volvariella pusilla \| (Persoon 1800 : Fries 1821) Singer 1951 ('1949') \| \| Kleinsporiger Scheidling \| Volvariella reidii \| Heinemann 1978 \| \| Parasitischer Scheidling \| Volvariella surrecta \| (Knapp 1829) Singer 1951 ('1949') \| \| Asche-Scheidling \| Volvariella taylorii \| (Berkeley 1854) Singer 1951 ('1949') \| \| Dunkelstreifiger Scheidling \| Volvariella volvacea \| (Bulliard 1786 : Fries 1821) Singer 1951 ('1949') \| |                                      |                                                    |
| Deutscher Name | Wissenschaftlicher Name              | Autorenzitat                                       |
| Wolliger Scheidling | Volvariella bombycina                | (Schaeffer 1774 : Fries 1821) Singer 1951 ('1949') |
| | Volvariella bombycina var. flaviceps | (Murrill 1949) Shaffer 1957                        |
| Blaugraugetönter Scheidling | Volvariella caesiotincta             | P.D. Orton 1974                                    |
| Flaumstieliger Scheidling | Volvariella hypopithys               | (Fries 1874) Shaffer 1957                          |
| Mausgrauer Scheidling | Volvariella murinella                | (Quélet 1883) Courtecuisse 1984                    |
| Schwarzvolva-Scheidling | Volvariella nigrovolvacea            | Kosina 1974                                        |
| Kleinster Scheidling | Volvariella pusilla                  | (Persoon 1800 : Fries 1821) Singer 1951 ('1949')   |
| Kleinsporiger Scheidling | Volvariella reidii                   | Heinemann 1978                                     |
| Parasitischer Scheidling | Volvariella surrecta                 | (Knapp 1829) Singer 1951 ('1949')                  |
| Asche-Scheidling | Volvariella taylorii                 | (Berkeley 1854) Singer 1951 ('1949')               |
| Dunkelstreifiger Scheidling | Volvariella volvacea                 | (Bulliard 1786 : Fries 1821) Singer 1951 ('1949')  |

- Wolliger Scheidling
Volvariella bombycina
- Schwarzvolva-Scheidling
Volvariella nigrovolvacea
- Kleinster Scheidling
Volvariella pusilla
- Parasitischer Scheidling
Volvariella surrecta

## Systematik
Basierend auf molekularbiologischen Erkenntnissen wird der Große Scheidling zusammen mit den außereuropäischen Arten Volvariella asiaticus, Volvariella earlei und Volvariella michiganensis seit 2011 in der eigenständigen Gattung Volvopluteus geführt. Ins Deutsche übertragen würde der Trivialname „Volvadachpilze“ lauten. Der Name bezieht sich auf die Fruchtkörper, die neben den äußerlichen Merkmalen eines Dachpilzes (Pluteus) auch eine sackartige Hülle (Volva) an der Stielbasis aufweisen.

## Bedeutung
Einige Scheidlingsarten wie der Wollige Scheidling sind essbar, der  Dunkelstreifige Scheidling wird als Reisstrohpilz zu Speisezwecken angebaut.